# Tovarišč Arsenij
Tovarišč Arsenij (Товарищ Арсений) è un film del 1964 diretto da Ivan Vladimirovič Lukinskij.